# Bakalrejo (Guntur)
Bakalrejo is een bestuurslaag in het regentschap Demak van de provincie Midden-Java, Indonesië. Bakalrejo telt 4764 inwoners (volkstelling 2010).